# Сталинградская битва в культуре

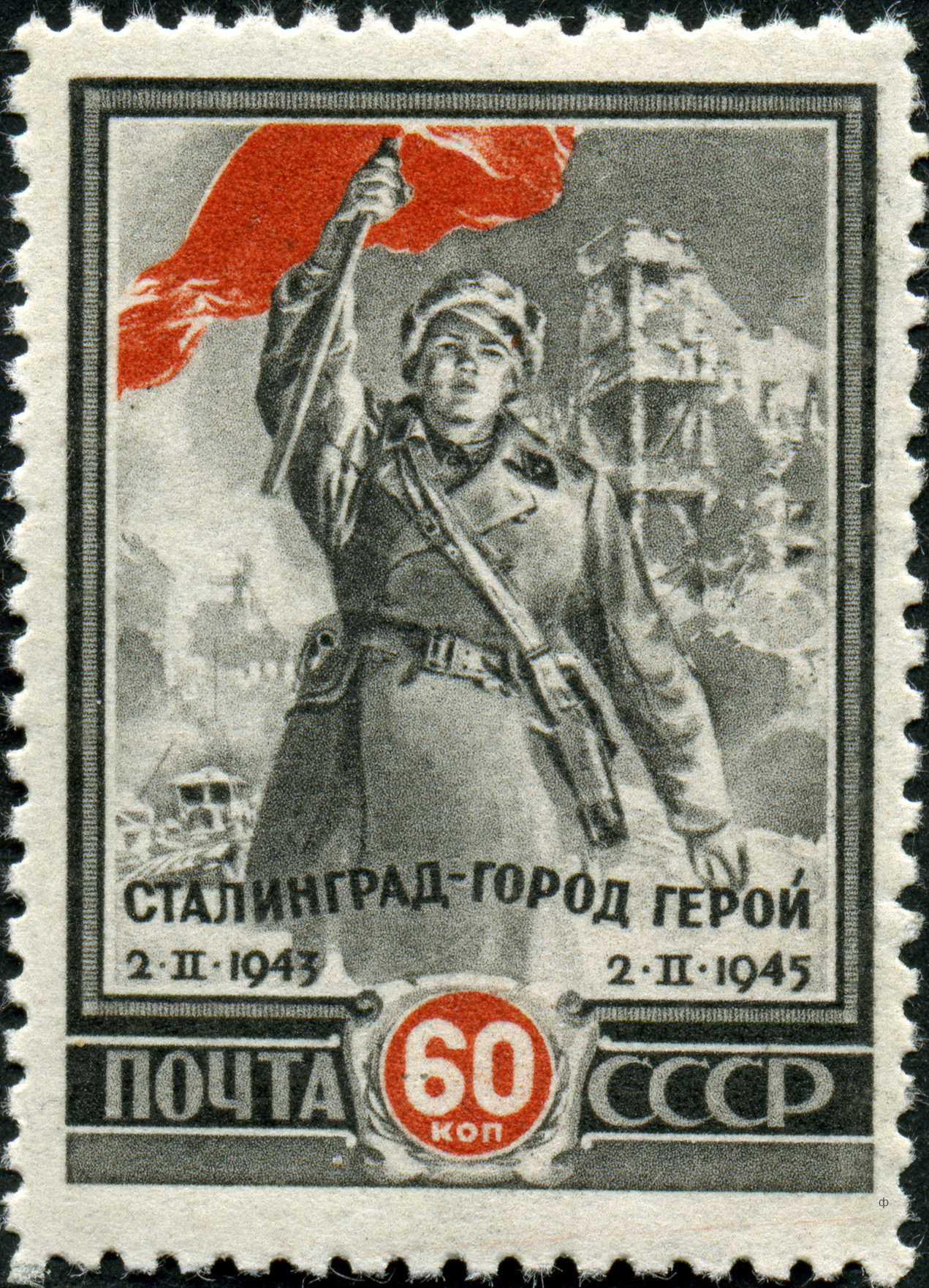

В настоящий список включаются произведения культуры и искусства, которые посвящены Сталинградской битве.

## Краеведческая литература
- 1991 год. Андрианова, Галина Никифоровна — Художественный облик Царицына — Сталинграда — Волгограда.[1]

## Художественная литература
Документальная литература представлена в разделе Сталинградская битва Литература
Советские произведения
- 1943 год. Константин Симонов, повесть «Дни и ночи», Сталинская премия второй степени 1946 года. По повести снят фильм «Дни и ночи», 1945 год.
- 1946 год. Виктор Некрасов, повесть «В окопах Сталинграда», Сталинская премия второй степени 1946 года. По повести снят фильм «Солдаты», 1956 год.
- 1948 год. Аркадий Первенцев — роман «Честь смолоду», Сталинская премия второй степени 1949 года.
- 1952 год. Василий Гроссман — роман «За правое дело».
- 1954 год. Антонина Коптяева — роман «Дружба»
- 1961 год. Василий Гроссман, роман «Жизнь и судьба».
- 1969 год. Юрий Бондарев — роман «Горячий снег». По книге снят фильм «Горячий снег», 1972 год.
- 1969 год. Геннадий Гончаренко — «Годы испытаний»
- 1989 год. Валентин Пикуль — роман «Барбаросса или Площадь павших борцов»,

Российские произведения
- 1993 год. Михаил Алексеев — роман «Мой Сталинград», Международная премия имени Шолохова 1995 года;
- 2002 год. Борис Осадин — книга «Сталинград — моя судьба, любовь и боль»: — Москва, издание автора, 264 с. — 2000 экз.[2]
- 2003 год. Андрей Новиков-Ланской — повесть-притча «Кто против нас?»[3].
- 2008 год. Александр Золототрубов «Сталинградская битва. Зарево над Волгой»
- 2021 год Виктор Королев «Самый страшный день войны» — Новокузнецк : Издательство «Союз писателей» — ISBN 978-5-00-143565-5

Зарубежные произведения
- Генерал СС, Свен Хассель — псевдоавтобиографический роман от лица немецкого солдата;
- Благоволительницы, Джонатан Литтелл;
- Сталинград, Теодора Пливье — псевдомемуары.
- Прорыв под Сталинградом, Генрих Герлах — художественное свидетельство гибели 6-й армии, написанное участником тех событий.

## Поэзия
- Песнь о Сталинграде и Новая песнь о любви к Сталинграду, Пабло Неруда

## Религия
- Сталинградская мадонна была написана немецким военным врачом, а до войны — священником Куртом Ройбером в рождественскую ночь 25 декабря (по григорианскому календарю) 1942 года на куске советской географической карты. В 1990 году икона «Сталинградская Мадонна» была освящена церковными иерархами разных христианских конфессий из трёх европейских городов[4], сильно пострадавших во время Второй мировой войны: настоятелем англиканского собора в Ковентри, епископом из Берлина и архиепископом Вольским и Саратовским Пименом (Хмелевским). Копия иконы находится в волгоградском католическом храме Святого Николая и широко почитается среди волгоградских католиков как икона «Дева Мария Примирения».

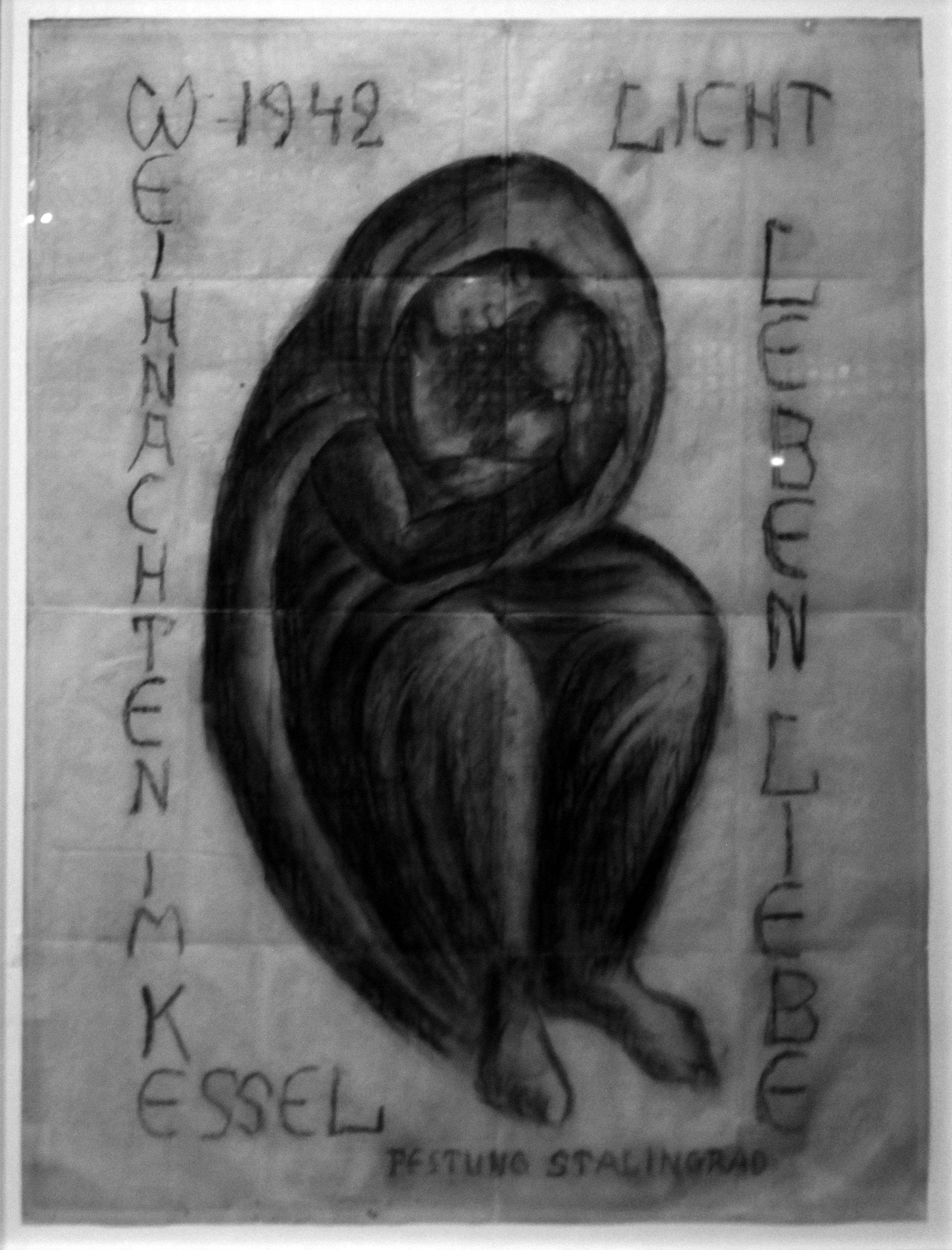
Сталинградская мадонна

## Документальные фильмы
Советские фильмы, созданные во время Великой Отечественной войны
- 1943 год. «Сталинград», режиссёр Леонид Варламов.
- 1944 год. «Оборона Сталинграда. Третий удар», 2 серии, режиссёр Савченко.

Советские фильмы, созданные после войны
- 1967—1968 годы. «Страницы Сталинградской битвы», хроникально-документальный фильм, 7 серий. Автор сценария — В. П. Ершов, режиссёр — В. К. Магатаев, А. И. Осокина[5]
- 1972 год. «Победоносный Сталинград», ЦСДФ. Автор сценария — А. Аграновский, режиссёр — В. Скитович, оператор — Вадим Горбатский.
- Документальная трилогия «Сталинград»:
  - «Я из 62-й» (командарм 62-й армии Чуйков, Василий Иванович).
  - «И мир увидел Сталинград» (фронтовой кинооператор Орлянкин).
  - «Наш Батя» (командующий 64-й армии Шумилов).
- 1983 год. «Праздник Победы под Сталинградом». Режиссёр — В. К. Магатаев.[5]
- 1987 год. «Поэма о сталинградцах». Автор — Е. А. Долматовский[6], режиссёры — В. К. Магатаев.[5]

Современный российский кинематограф
- «Алтарь Победы» — 8-я серия, «Горячий снег Сталинграда».
- 2010 год. Великая война (документальный цикл). 7-я серия. Сталинград. StarMedia. Babich-Design.

## Художественные фильмы
Советские фильмы
- 1944 год. Дни и ночи, снят по мотивам повести Константина Симонова «Дни и ночи», режиссёр — Александр Столпер.
- 1945 год. Великий перелом.
- 1949 год. Сталинградская битва, двухсерийный фильм Владимира Петрова.
- 1956 год. «Солдаты», снят по мотивам книги Виктора Некрасова «В окопах Сталинграда».
- 1967 год. «Возмездие», двухсерийный фильм, снят по мотивам романа Константина Симонова «Солдатами не рождаются», режиссёр Александр Столпер.
- 1972 год. «Горячий снег», снят по мотивам романа Юрия Бондарева «Горячий снег».
- 1975 год «Они сражались за Родину» снят по одноимённому роману Михаила Шолохова.
- 1989 год. «Сталинград», двухсерийный фильм, являющийся частью киноэпопеи Юрия Озерова о Великой Отечественной войне.

Российские фильмы
- 1993 год. «Ангелы смерти», фильм Юрия Озерова на основе киноматериала фильма «Сталинград».
- 2012 год. «Жизнь и судьба», многосерийный телефильм Сергея Урсуляка о Великой Отечественной войне.
- 2013 год. «Сталинград», военная драма Фёдора Бондарчука.
- 2018 год. «321-я сибирская», военная драма Солбона Лыгденова.
- 2019 год. «Высота 220», военная драма Леонида Пляскина.
- 2023 год. «Родное небо», военная драма Романа Высоцкого.

Зарубежные фильмы
- 1959 год. Собаки, вы хотите жить вечно? — Германия (ФРГ).
- 1993 год. «Сталинград» — Германия, Чехия.
- 2001 год. Враг у ворот — американский фильм о снайпере Василии Зайцеве.

## Пьесы
- 1946 год. Сухов А. А., Шейнин А. М. «Далеко от Сталинграда»[7].
- 1948 год. Шейнин Александр Михайлович «Дом Сталинграда»[8].
- 1960 год. Ершов В., Шейнин А. М[9]. «Сталинградский дневник»[10].

## Музыка
- Благовидов Борис Борисович — Хоровая кантата «Сталинград в огне»[11].
- Дарнтон Кристиан (Британия) — Увертюта «Сталинград». Написана за 4 дня. Исполнена в 1943 году в лондонском зале Альберт-Холл до 9 мая 1943 года[12].
- Добиаш Вацлав (чешский композитор) — Кантата «Сталинград»[11].
- Лаптев Валентин Александрович — Кантата о Сталинграде[11].
- Примак Владимир Ильич — Песня — баллада «Сталинград» для баритона. Хора и оркестра (форепиано) на слова неизвестного автора[11].
- Прокофьев Сергей Сергеевич — Оратория «На страже мира», «Город герой — Сталинград»[11].
- Флярковский Александр Георгиевич — «Баллада о Сталинградской земле» на стихи В. Урина[11].
- Хачатурян Арам Ильич — Сюита «Битва за Сталинград»[11].
- Шостакович Дмитрий Дмитриевич — Траурно — триумфальная прелюдия памяти героев Сталинградской битвы[11].
- Шостакович Дмитрий Дмитриевич — Симфония № 8 (Сталинград)[11].
- Йосифов Александр (Болгария) — Увертюра «Герои Сталинграда»[11].
- Альбом «Сталинградская битва» («Battle of Stalingrad»), компакт-диск оркестра Военно-воздушных сил Норвегии[13].
- В песне «Русское поле экспериментов» советско-российской группы «Гражданская оборона» есть упоминание о Сталинградской битве.
- У шведской пауэр-метал группы Sabaton есть песня Stalingrad,
- У итальянской дэт-метал группы Dark Lunacy есть песня Stalingrad.
- У итальянской ска-панк группы Banda Bassotti есть песня Stalingrado[14].
- У российской группы Коловрат есть песня Stalingrad.
- У немецкой хэви-метал группы Accept есть альбом Stalingrad, в котором есть одноимённая песня.
- У российско-украинской группы Реанимация есть песня Сталинград
- У немецкой рок-группы Sturmwehr есть песня Stalingrad.
- У австрийской NDH-группы Stahlhammer в альбоме Wiener Blut (1997) есть песня Stahlingrad.
- У немецкой пауэр-электроникс группы Genocide Organ есть песня Keiner Kommt Zurück, посвященная операции «Кольцо».
- На сайте ololo.fm зарегистрировано 37 148 песен с упоминанием города Сталинград[15].
- На сайте melody24.net зарегистрирована 241 песня с упоминанием Сталинградской битвы[16].
- У российской металкор-группы The Korea есть песня «Сталинград».

## Компьютерные игры
Варгейм
- 2011 — Unity of Command.
- 2021 — Cauldrons of War — Stalingrad.

Стратегия в реальном времени
- 2000 — Sudden Strike.
- 2005 — Сталинград
- 2003 — Commandos 3: Destination Berlin
- 2013 — Company of Heroes 2

 3D шутер от первого лица 
- 2002 — Battlefield 1942
- 2003 — Call of Duty
- 2004 — Call of Duty: Finest Hour
- 2005 — Call of Duty 2
- 2005 — Medal of Honor: European Assault
- 2006 — Red Orchestra: Ostfront 41-45
- 2006 — Commandos: Strike Force
- 2008 — Call of Duty: World at War
- 2011 — Red Orchestra 2: Heroes of Stalingrad. В этой игре по фотографиям и старым топографическим картам достоверно были смоделированы некоторые здания Сталинграда, где происходили бои: Мельница Гергардта, Дом Павлова, Площадь 9 января, железнодорожный вокзал Сталинград-1, церковь поселка Спартановка.

## Комиксы

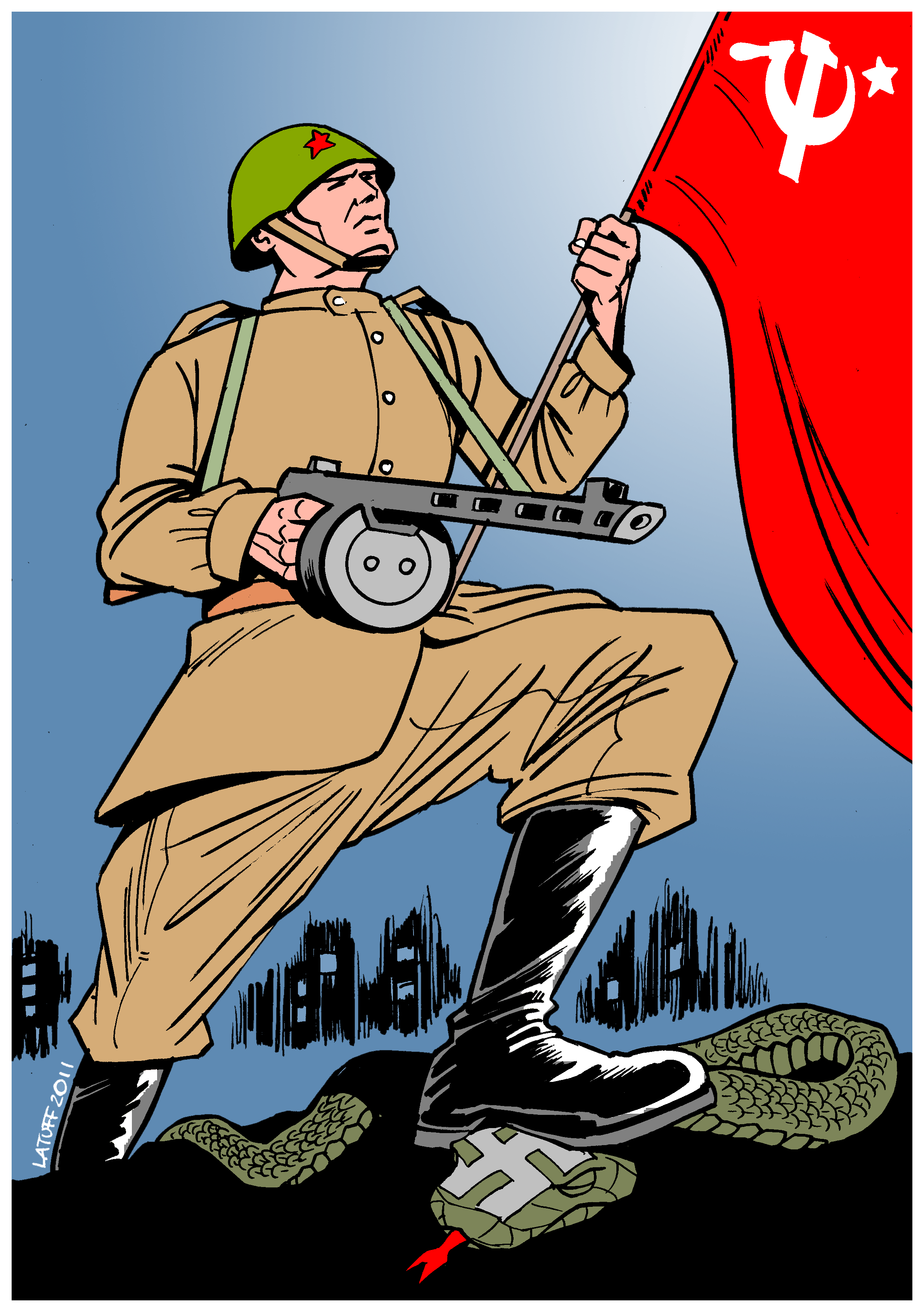
Рисунок К. Латуффа, посвящённый 70-летию Сталинградского сражения

- Черная Вдова — персонаж вселенной Marvel Comics, родилась в Сталинграде.

## Филателия

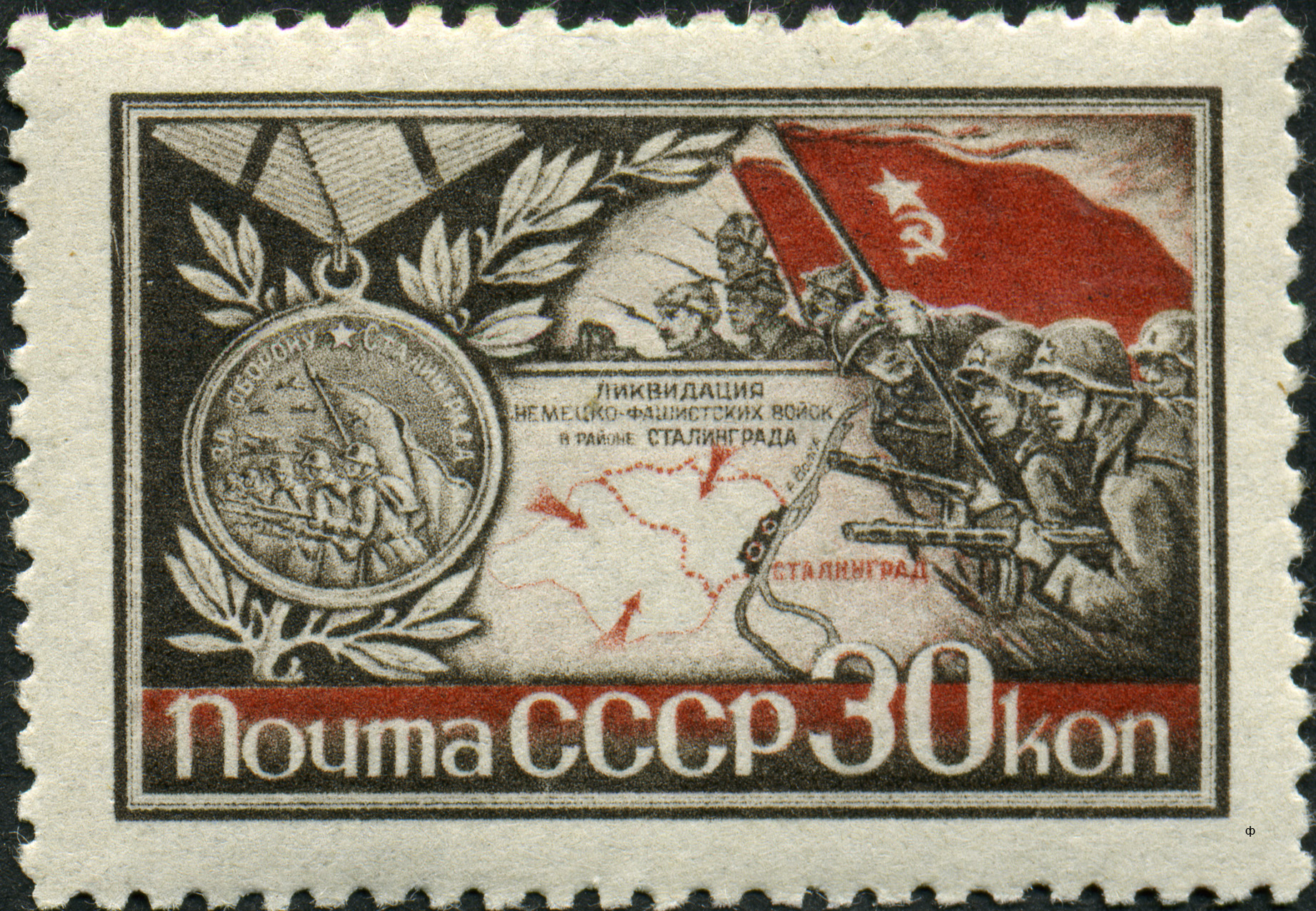
Почтовая марка  СССР, 1944 год. Серия «Города-герои». Сталинград.
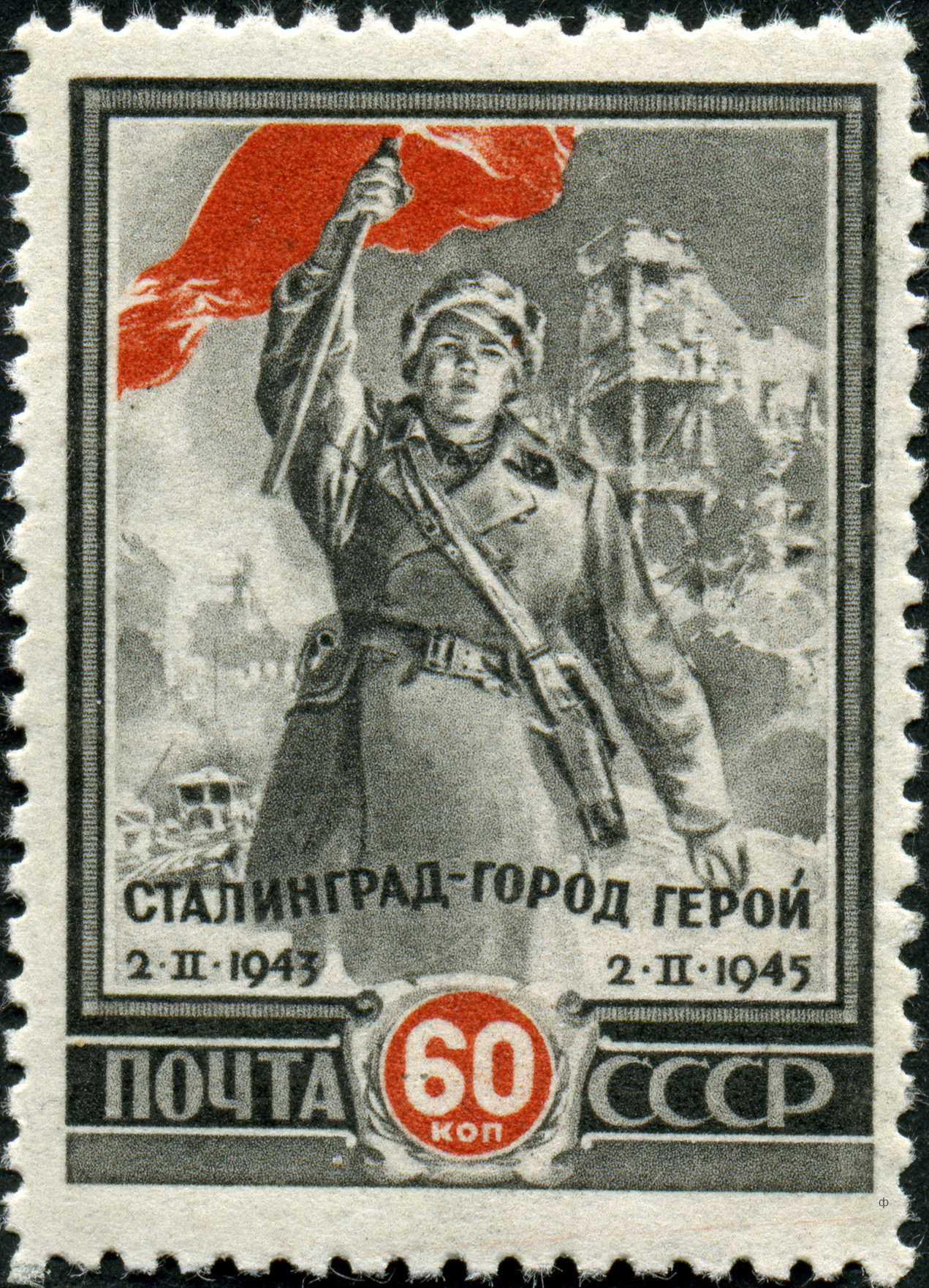
Почтовая марка СССР, 1945 год, номинал 60 коп.
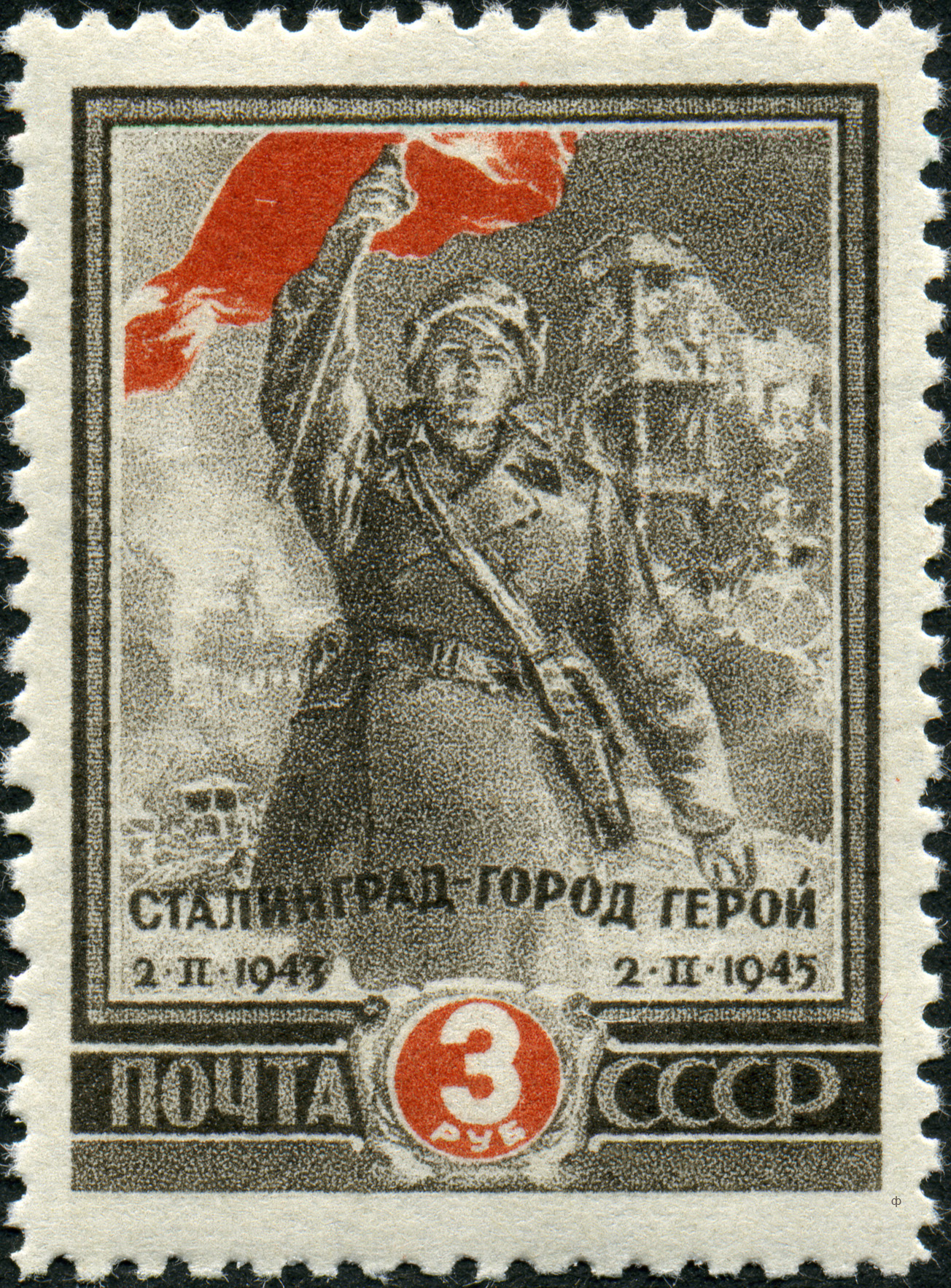
Почтовая марка СССР, 1945 год, номинал 3 руб.
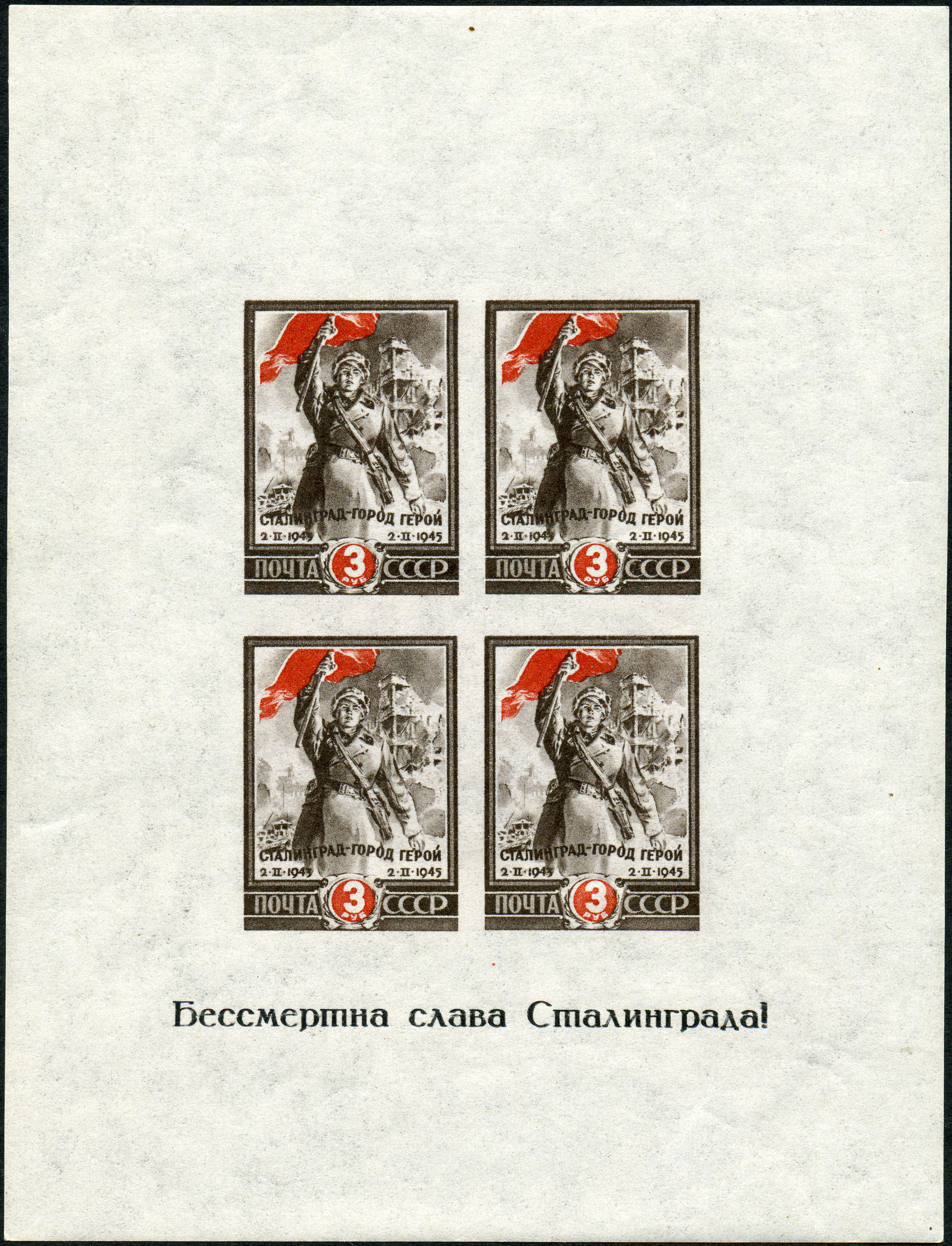
Почтовый блок. 1945год
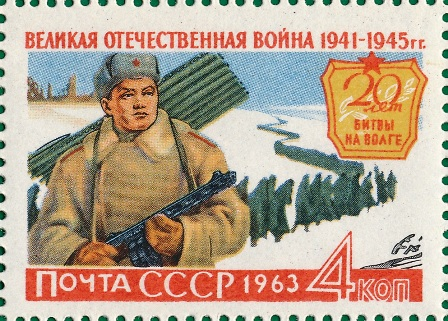
20-летие Сталинградской битвы, СССР, 1963 год
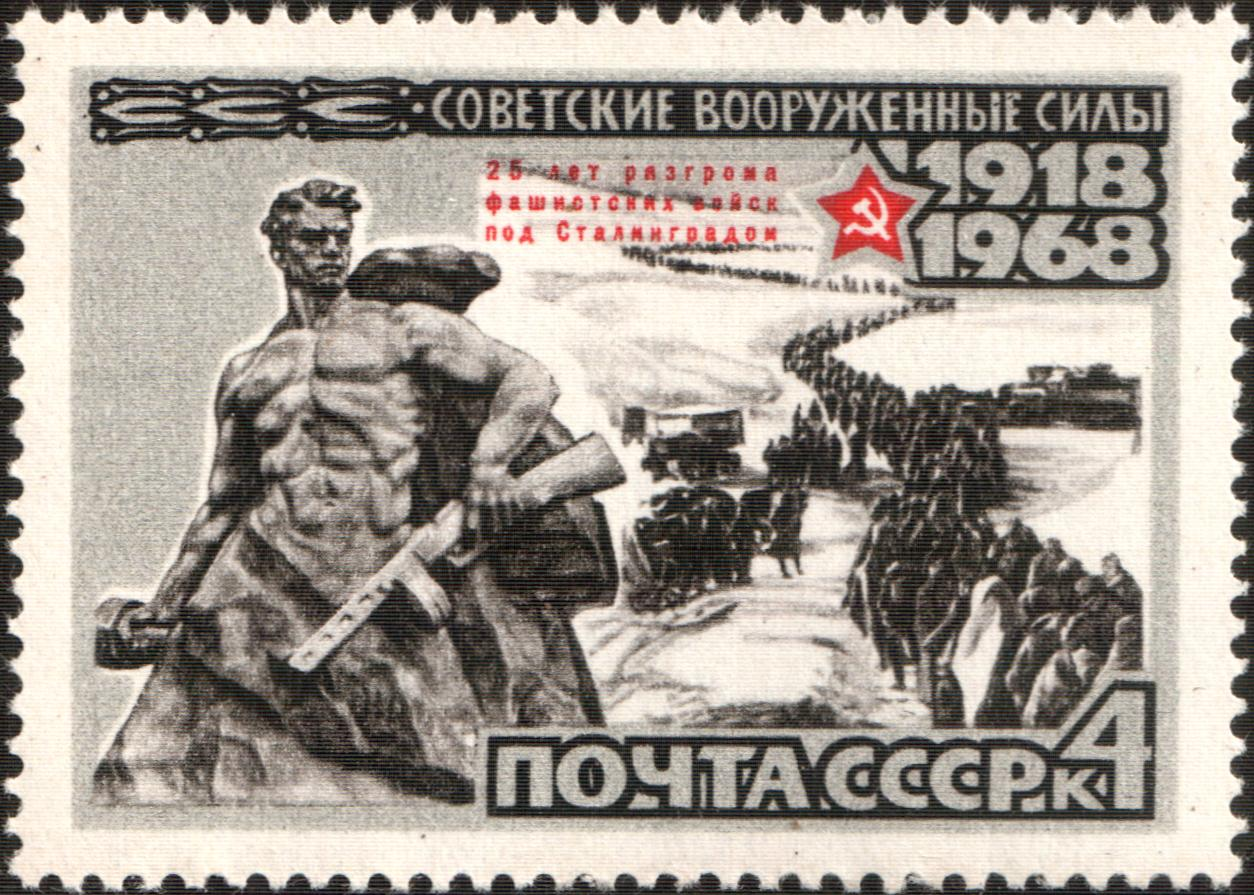
25 лет разгрома фашистских войск под Сталинградом, СССР, 1968 год.
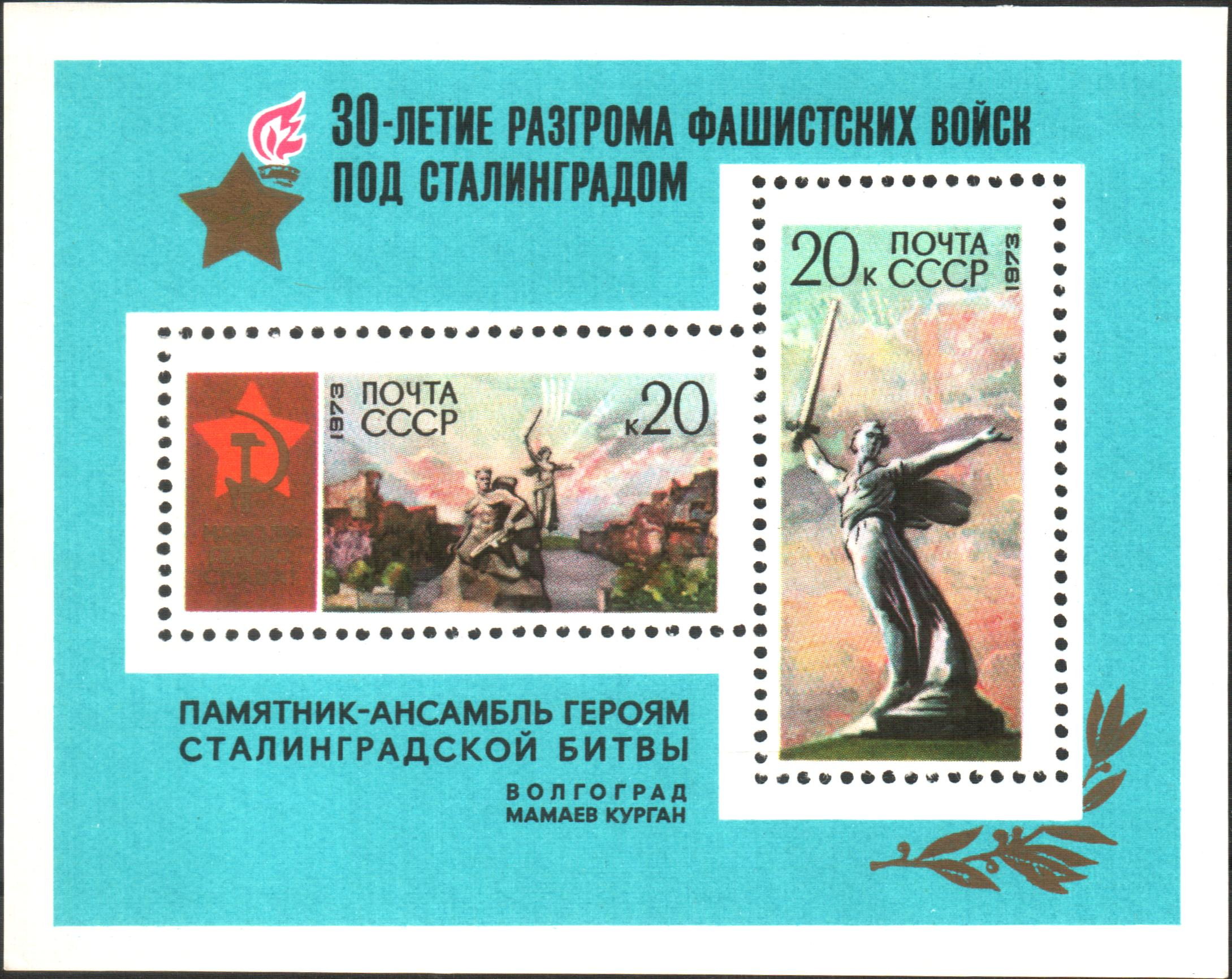
30-летие разгрома фашистских войск под Сталинградом, СССР, 1973 год
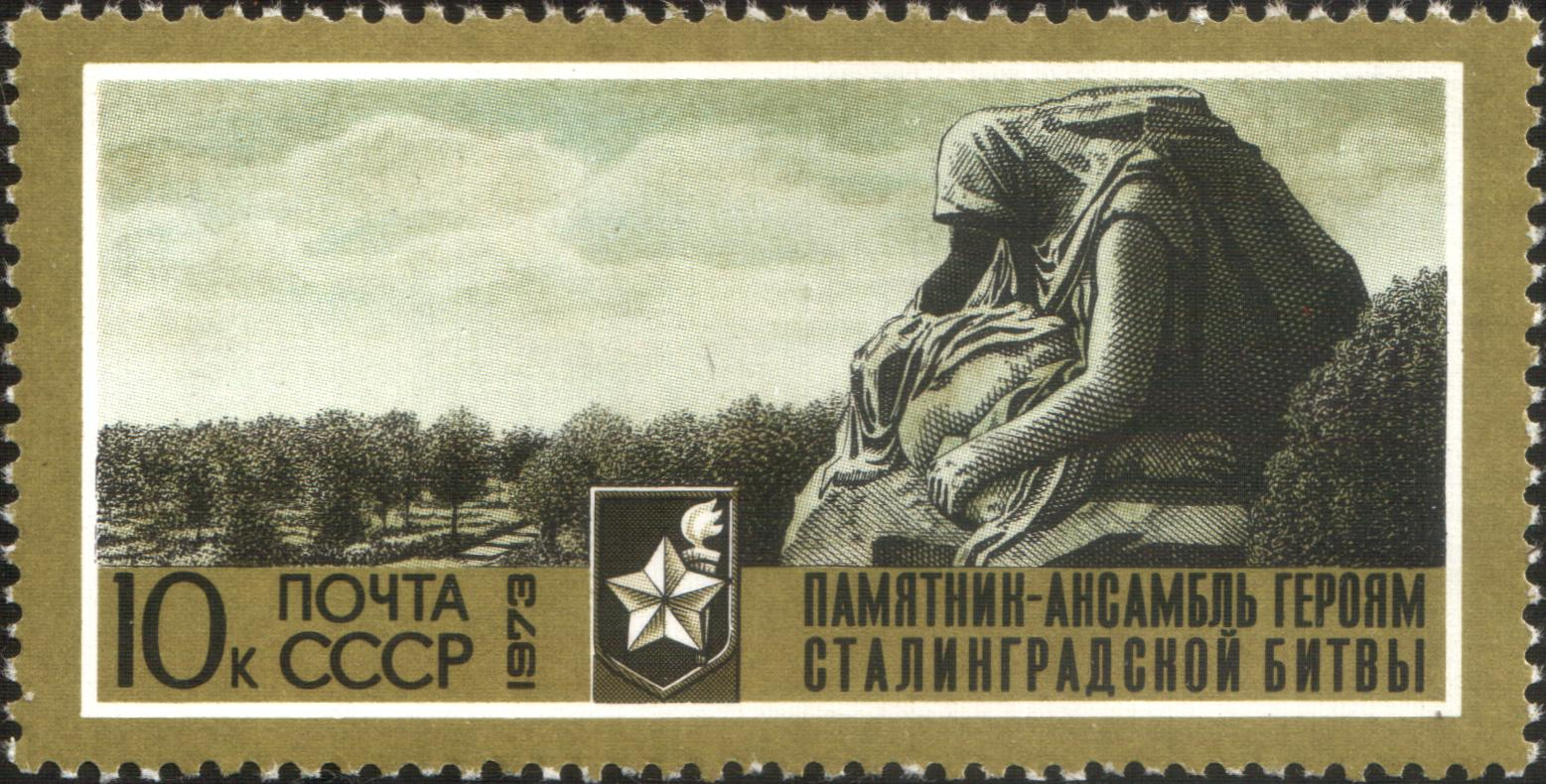
Мамаев Курган, скульптура «Скорбящая мать», СССР, 1973 год
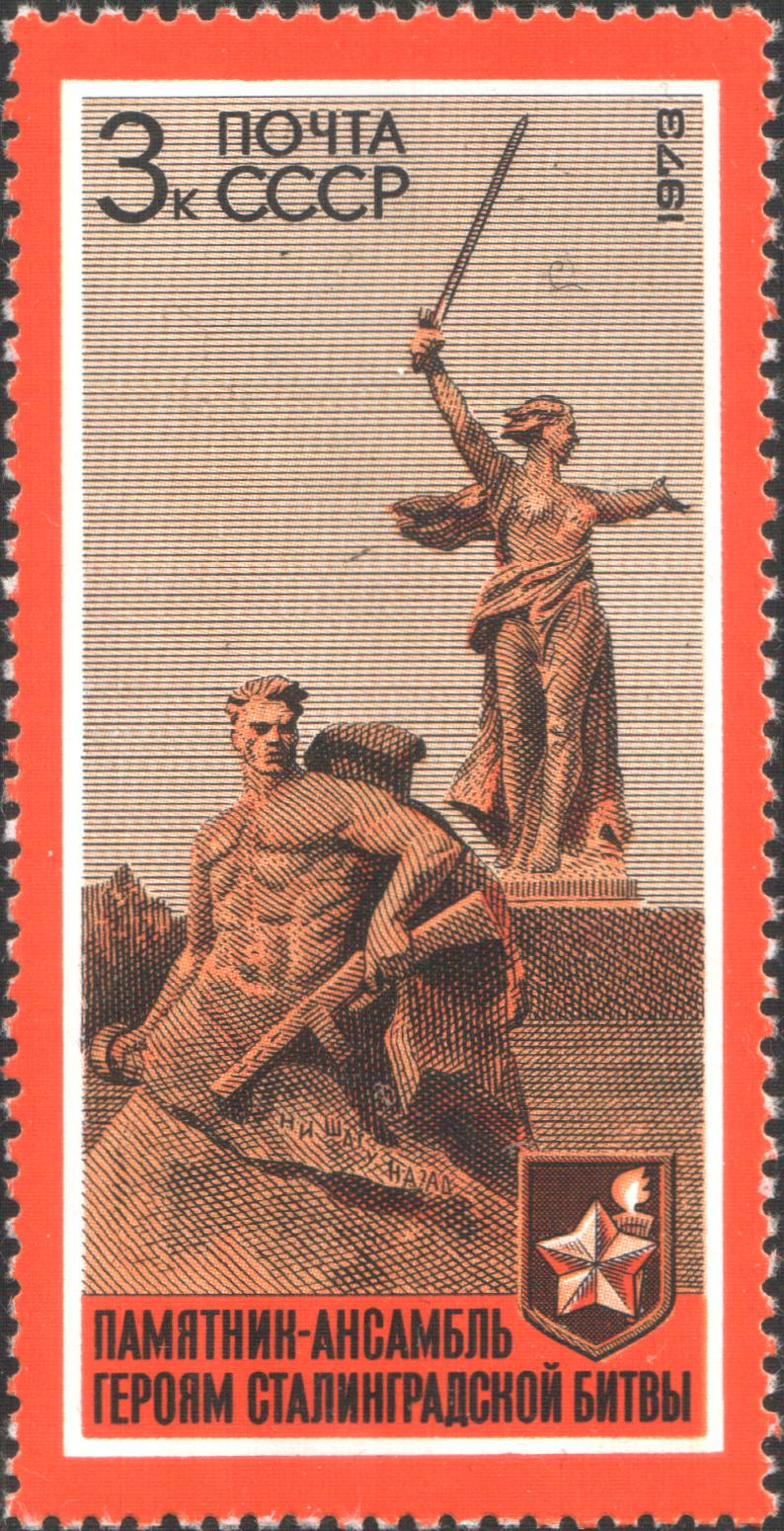
Мамаев Курган, скульптура «Стоять насмерть» и «Родина-мать зовёт», СССР, 1973 год
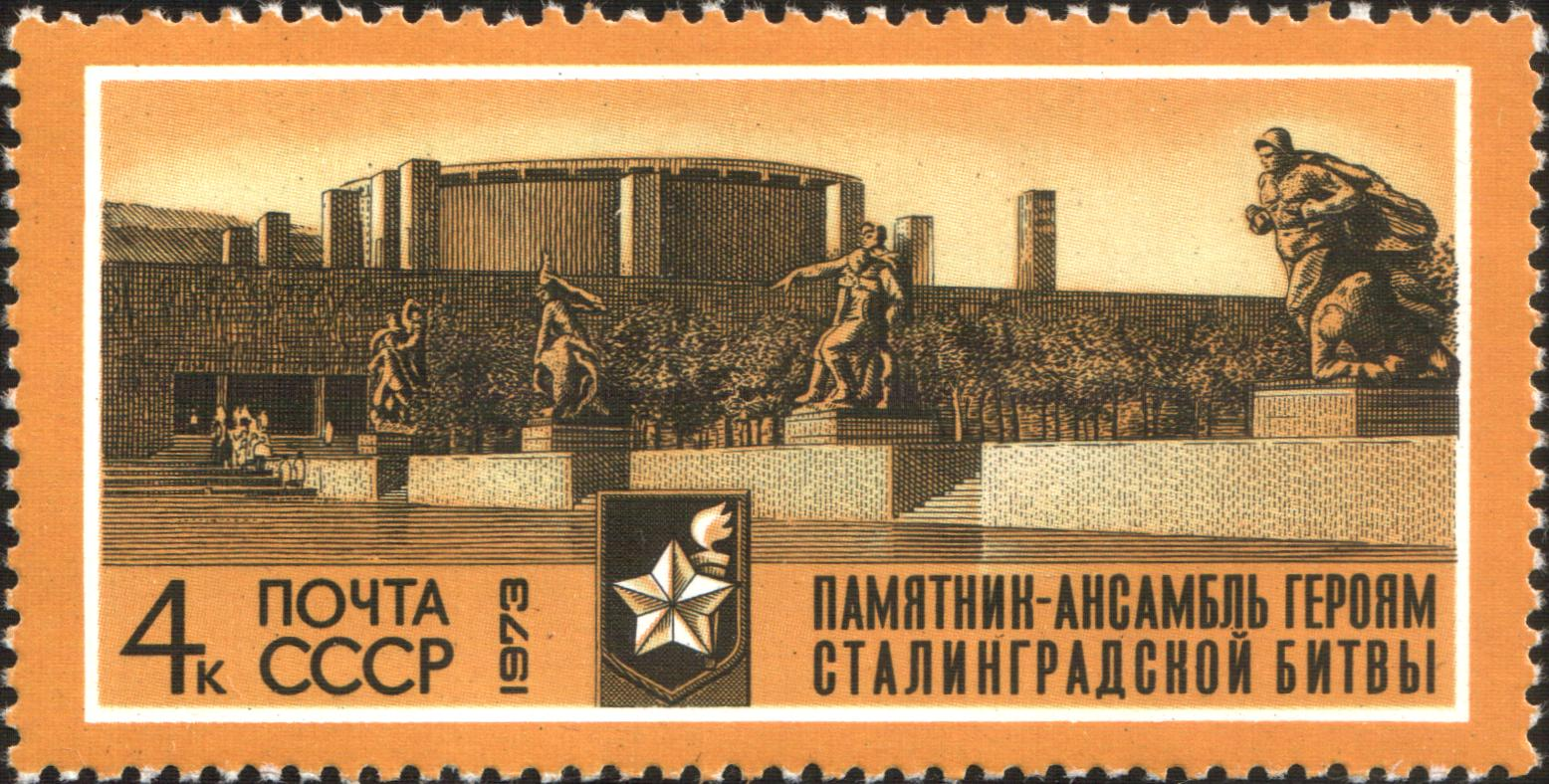
Мамаев Курган, вид на пантеон «Вечный Огонь», СССР, 1973 год
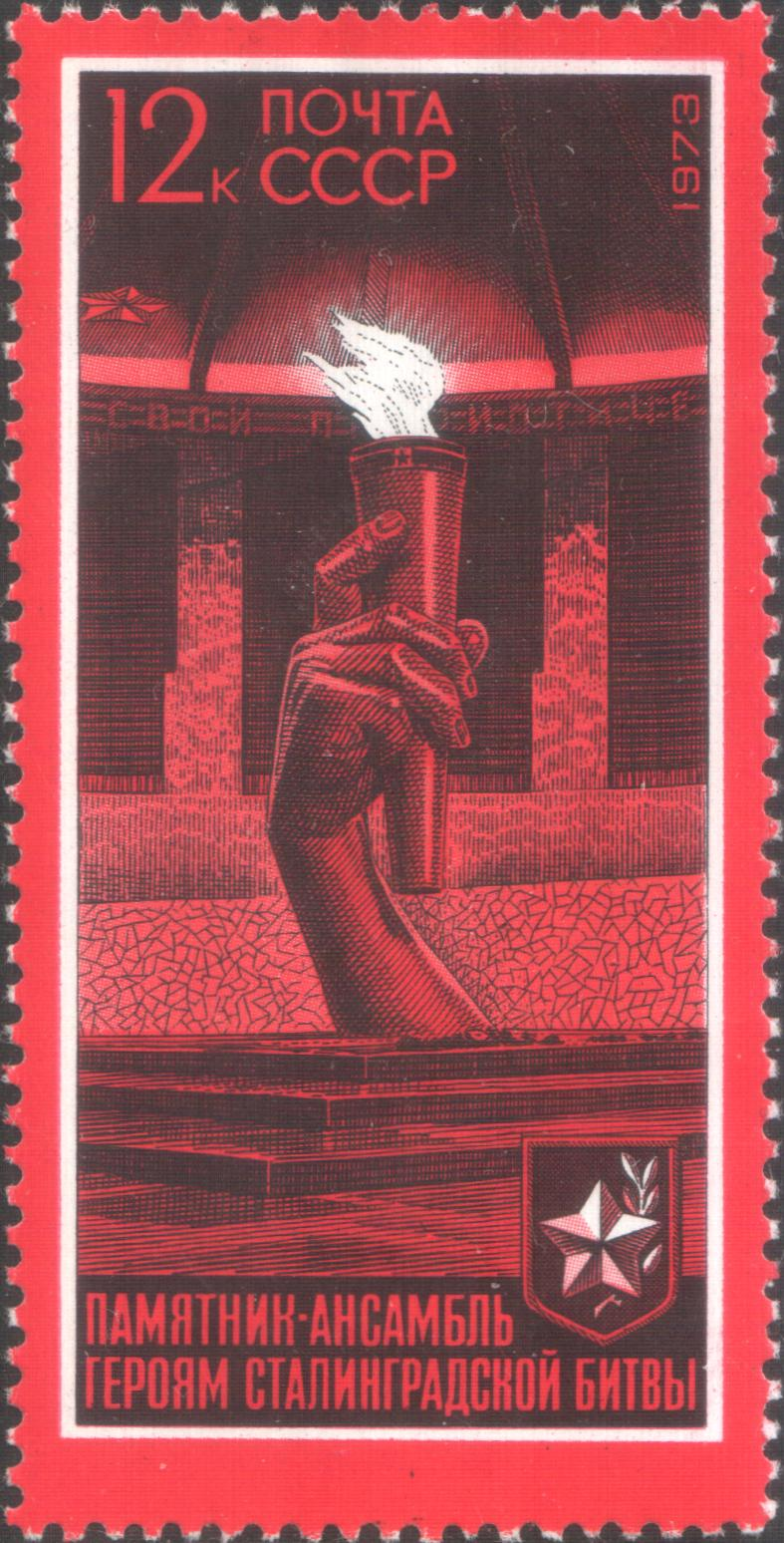
Мамаев Курган, «Вечный Огонь», СССР, 1973 год
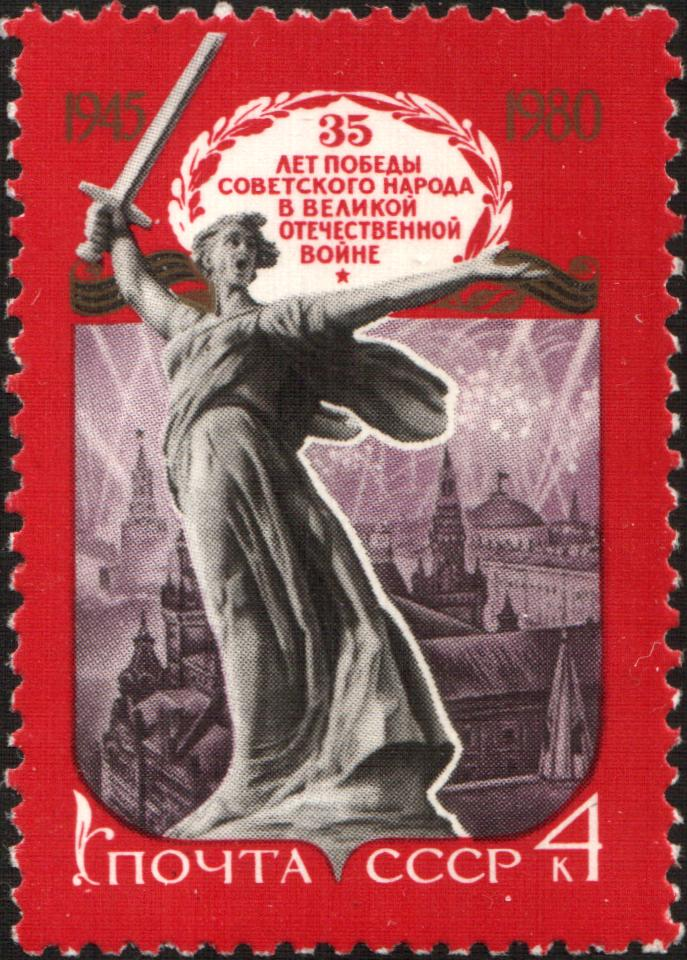
35 лет Победы, СССР, 1980 год.
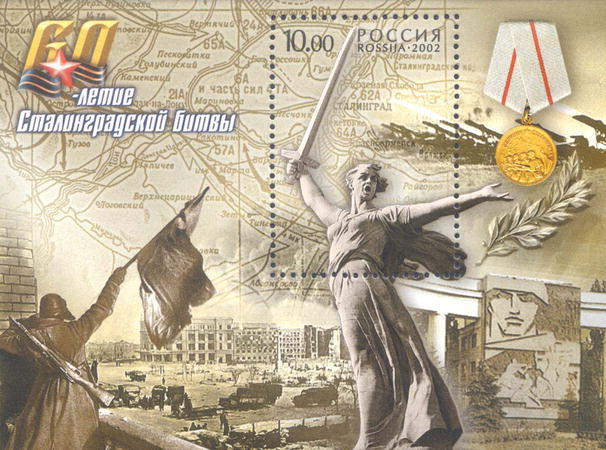
60-летие Сталинградской битвы, Россия, 2002 год
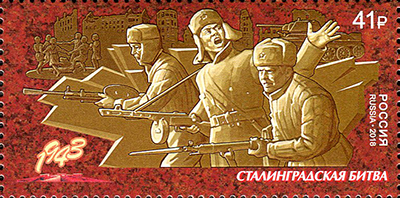
Серия «Путь к Победе», Сталинградская битва, Россия, 2018 год
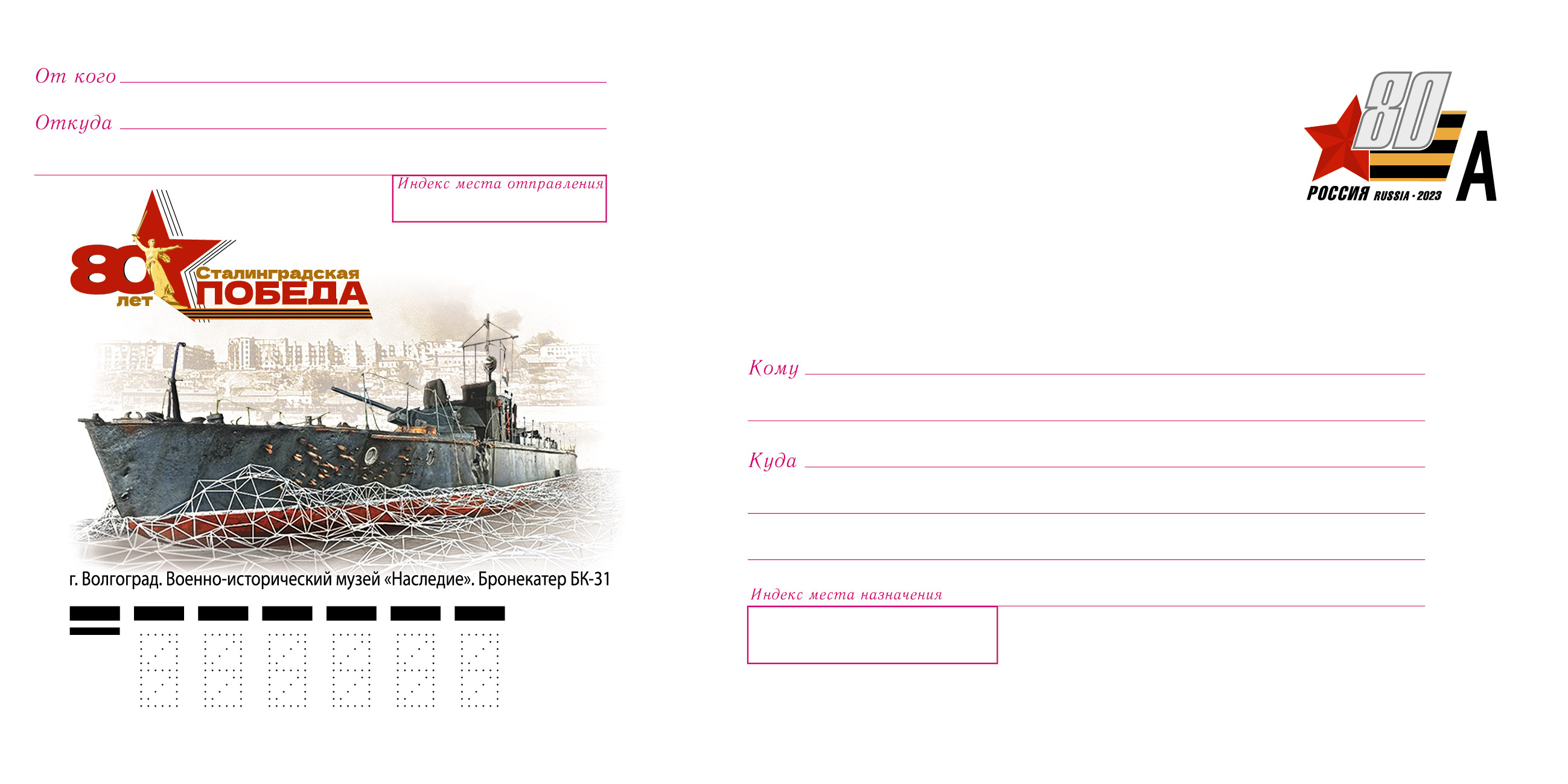
Конверт с оригинальной маркой. Серия «К 80-летию Победы в Великой Отечественной войне 1941–1945 гг.». Разгром советскими войсками немецко-фашистских войск в Сталинградской битве

## Нумизматика

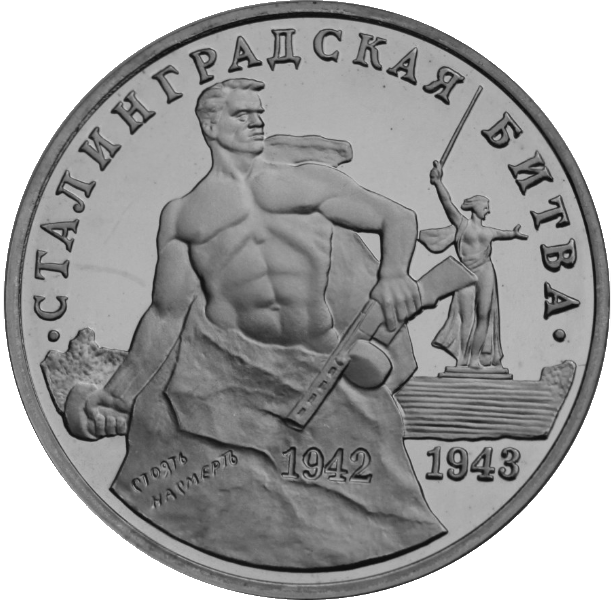
Памятная монета России, 3 рубля, 1993 год (бриллиант-анциркулейтед)
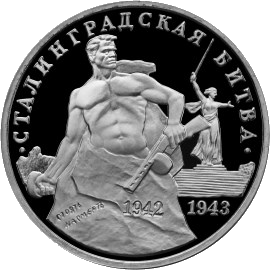
Памятная монета, 3 рубля, 1993 год (пруф).
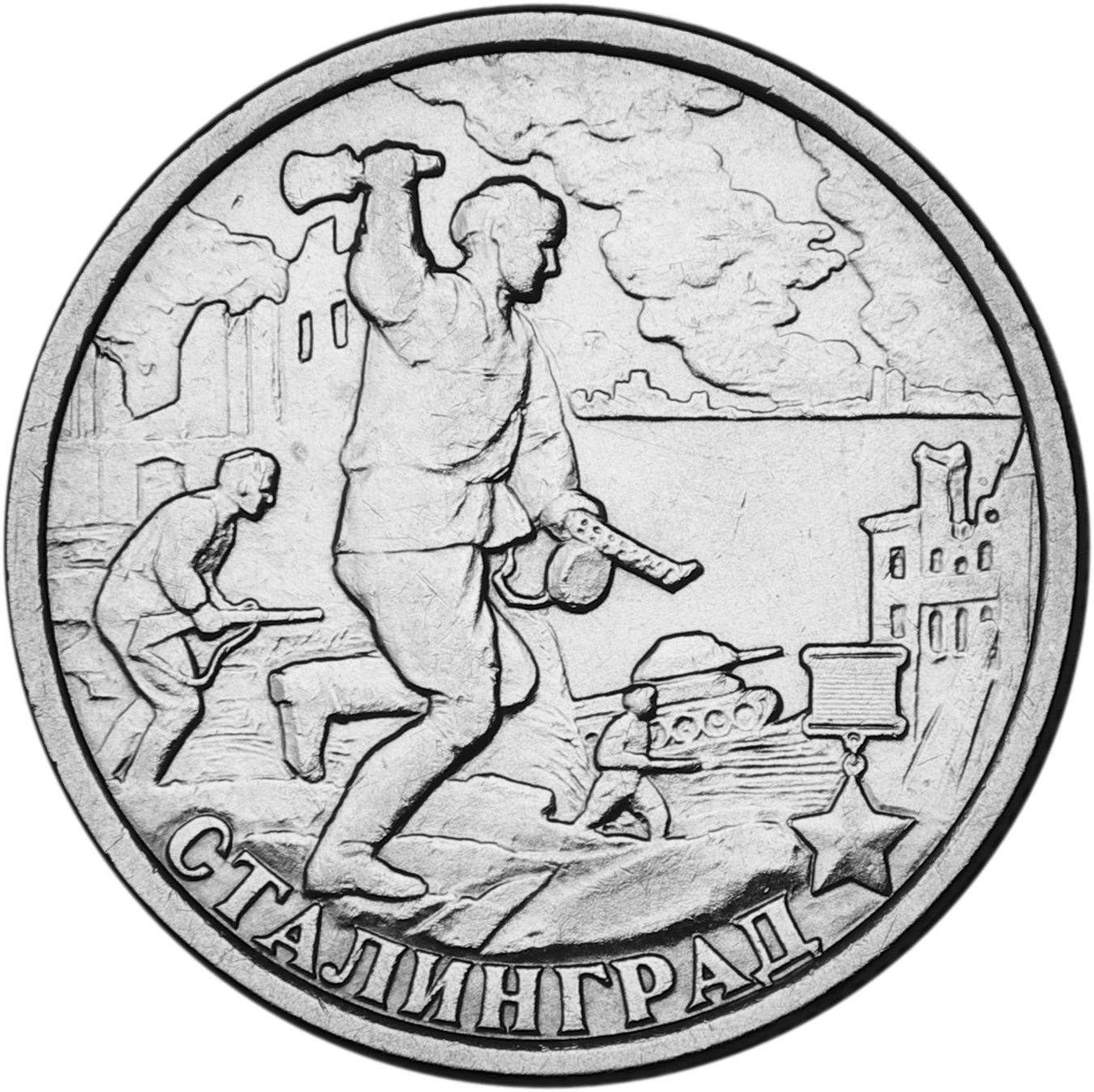
Памятная монета России «Сталинград» серии «Города-герои», 2 рубля, 2000 год.
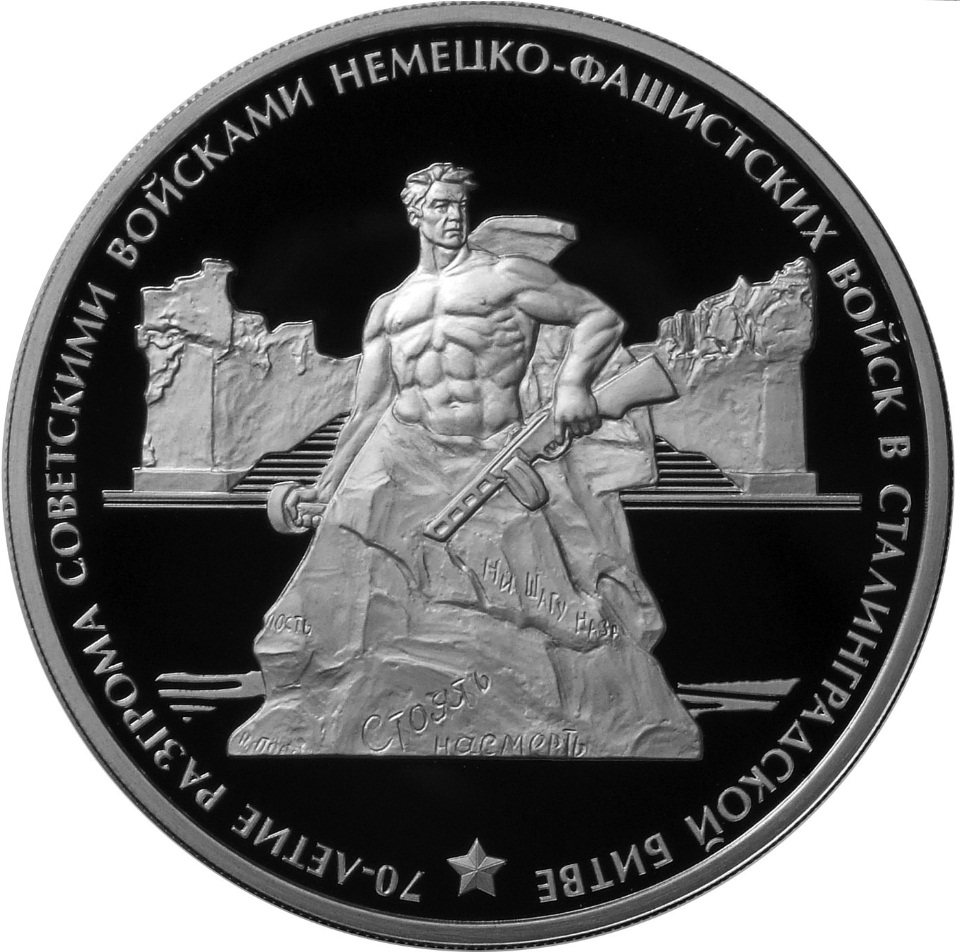
Памятная монета, посвящённая 70-летию разгрома советскими войсками немецко-фашистских войск в Сталинградской битве, 3 рубля, 2013 год.
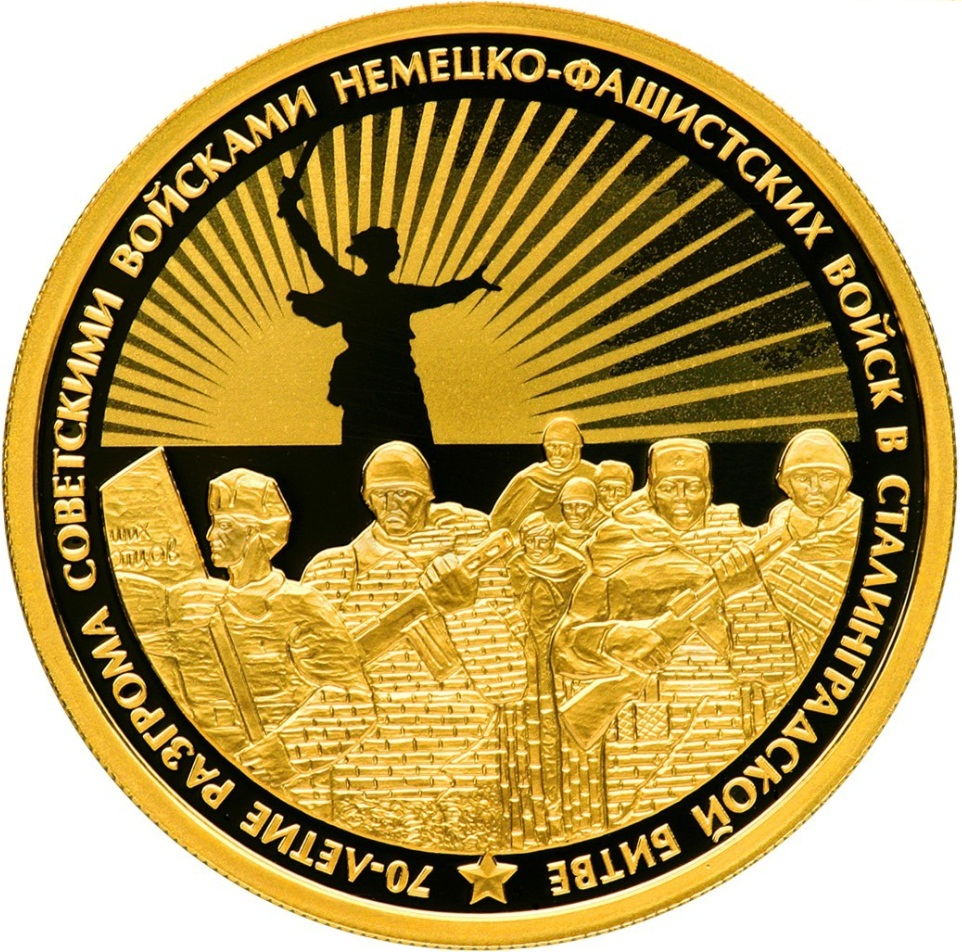
Памятная монета, посвящённая 70-летию разгрома советскими войсками немецко-фашистских войск в Сталинградской битве, 100 рублей, 2013 год.
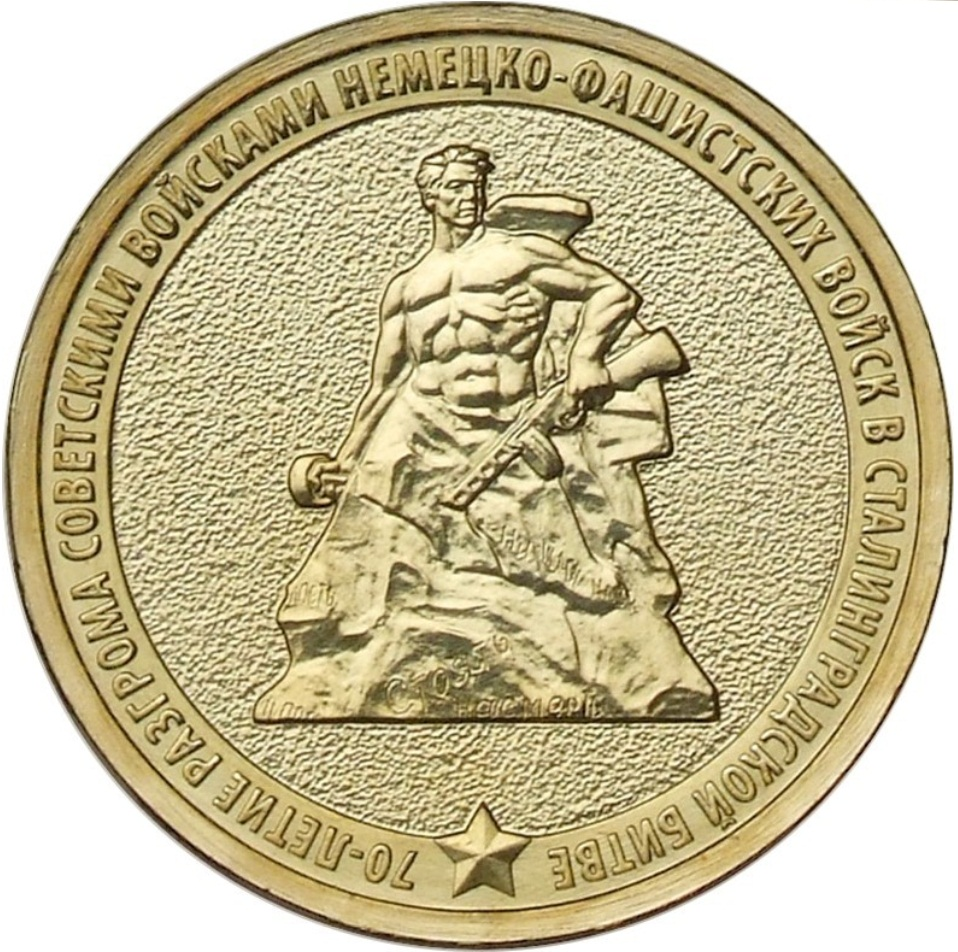
Памятная монета, посвящённая 70-летию разгрома советскими войсками немецко-фашистских войск в Сталинградской битве, 10 рублей, 2013 год.
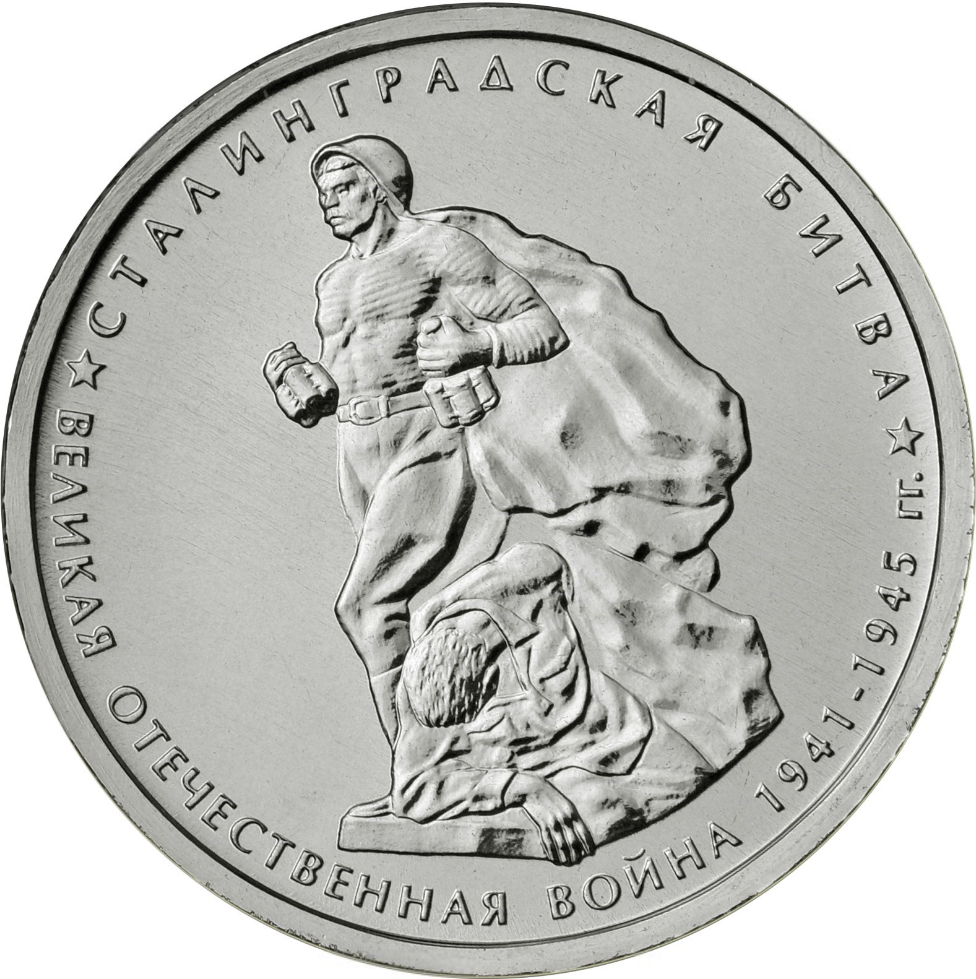
Памятная монета России, 5 рублей, 2014 год
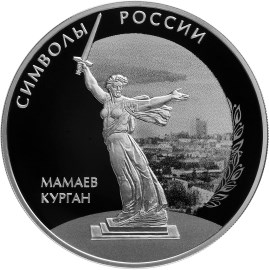
Памятная монета России, выпуск 3 рубля, 2015 год (пруф)
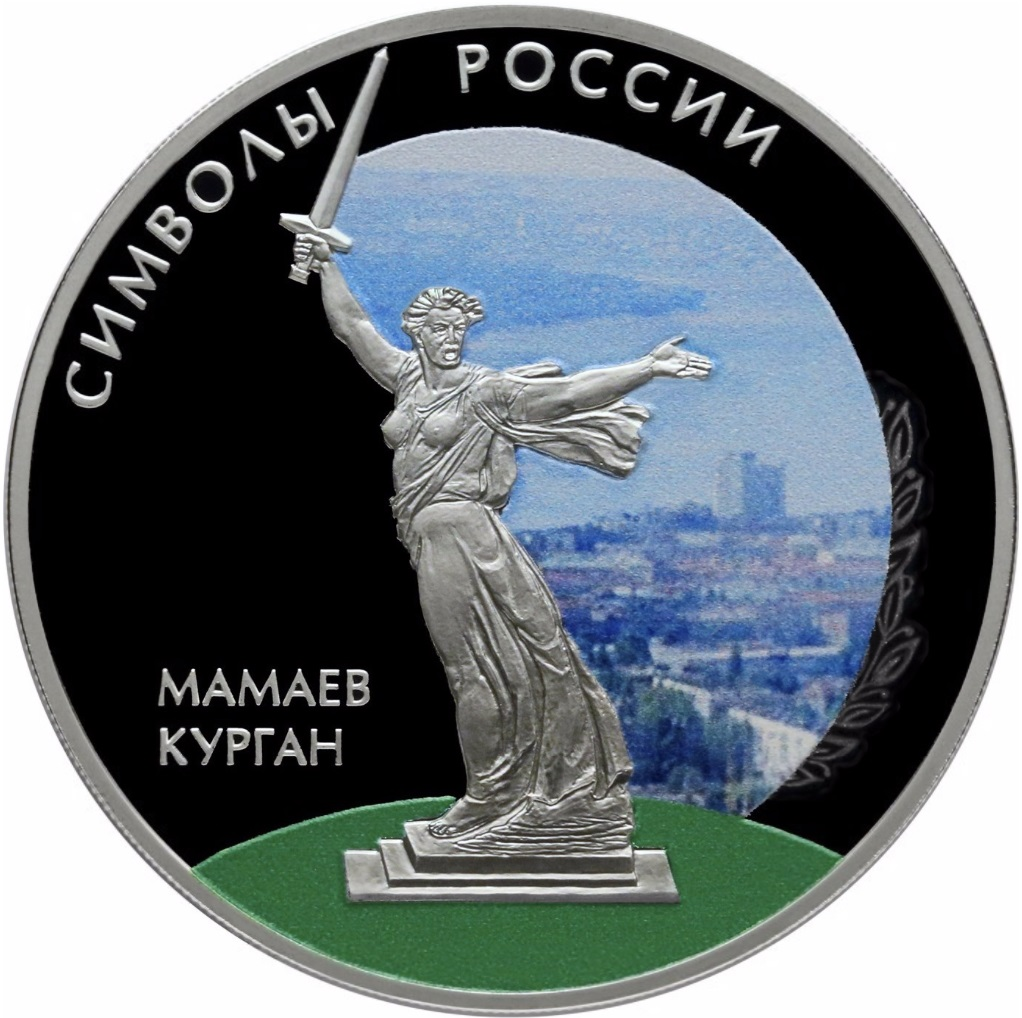
Памятная монета России, выпуск 3 рубля, 2015 год (в специальном исполнении)
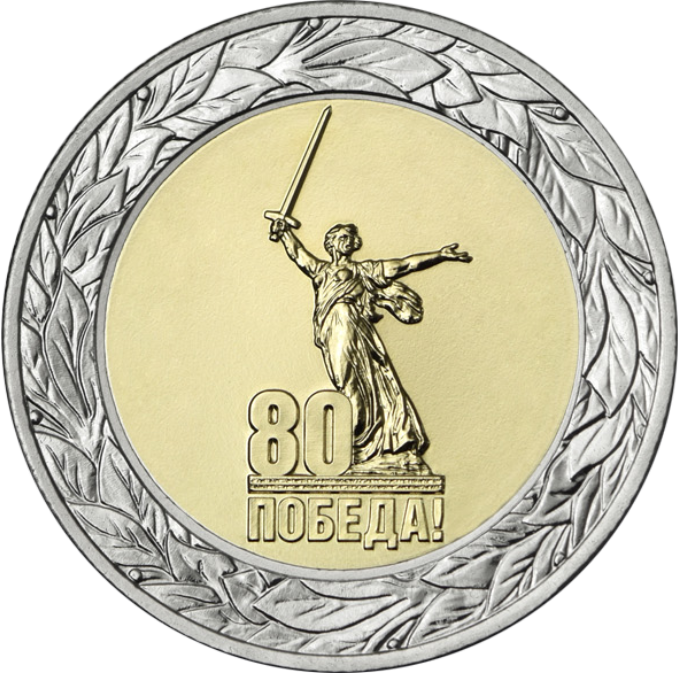
Памятная монета России, 50 рублей, 2025 год

## Медали
- Медаль «За оборону Сталинграда»
- Медаль «70 лет Победы в Сталинградской битве»
- Памятная настольная медаль 1985 года к 40-летию победы в Великой Отечественной войне. На аверсе медали изображена сцена боя в Сталинграде, на переднем плане пожарно-спасательный катер «Гаситель», на заднем плане горящий Сталинград. На реверсе медали надпись «40 лет победы советского народа в Великой Отечественной войне». Медаль изготовлена методом литья из цинкового сплава, диаметр 98 мм, масса 450 г.